# 신유성
신유성(본명: 이승호, 1981년 11월 27일 ~ )은 대한민국의 가수다.

## 학력
- 현대중학교
- 현대고등학교
- 중앙대학교 경영학과

## 앨범
- 2012년 사랑의 네비게이션 / 랍디다디
- 2014년 멋저부려

## 수상
- 2014년 제20회 대한민국연예예술상 성인가요신인상